# Edouard Neyt
Edouard Neyt (Gent, 17 januari 1799 - aldaar, 21 september 1849) was een Belgisch industrieel.

## Levensloop
Edouard nam samen met zijn broer Adolphe-Henri Neyt de suikerfabriek van zijn vader Joachim Neyt over aan de Coupure in Gent. Het bedrijf ging verder onder de naam Frères Neyt. Daarnaast investeerde hij ook in andere bedrijven. 
Van 1843 tot zijn overlijden in 1849 was hij liberaal gemeenteraadslid in Gent.